# Hoplideres laevipennis
Hoplideres laevipennis är en skalbaggsart som beskrevs av Auguste Lameere 1906. Hoplideres laevipennis ingår i släktet Hoplideres och familjen långhorningar.
Artens utbredningsområde är Madagaskar. Inga underarter finns listade i Catalogue of Life.